# ポール・ヴィダル・ドゥ・ラ・ブラーシュ
ポール・ヴィダル・ド・ラ・ブラーシュ（Paul Vidal de la Blache、1845年1月22日 - 1918年4月5日）は、フランスの地理学者。フランスにおける近代地理学の父であり、フランス地理学派 (Ecole francaise de géographie) の創設者である。地理学的現象における歴史性を重視する立場を唱えて、人間と環境との関係を重視し、地誌研究を重視するフランス地理学の伝統の礎を築いた。環境可能論の立場を表明したことでも知られる。地理学に触れる上で欠かすことのできない人物である。なお、ヴィダル・ド・ラ・ブラーシュで一つの姓である。

## 生涯
南フランスのペスナに生まれる。パリの高等師範学校で歴史学を学ぶ。これは、地理学における歴史的な見方の礎となる。1866年に教授資格を取得。1867年にアテネ・フランス学院のメンバーになり、アテネへ赴く。機会の折、トルコやシリア、エジプトなどに旅をする。この頃から地理学に興味を抱き、その思いはアレクサンダー・フォン・フンボルトやカール・リッターの著作との出会いで決定的となった。1872年にフランスへ帰り、ナンシー文科大学にて地理学を講ずる。当時の地理学の先進国であった隣国ドイツの地理学者、ペシェルやリヒトホーフェン、ラッツェルらとも交流を持ち、影響を受けた。1877年には高等師範学校の地理学教授、1889年にはソルボンヌ大学の地理学教授。彼の元から、マルトンヌやマンジョンなどフランスで第一線で活躍する地理学者が育った。
彼は、地理学の中で、ラッツェルの環境決定論を修正し、人間は環境によって法則的に決定されるのではなく、影響されつつも、それに対して能動的に活動することができると考えた。地理学において環境と人間との関係を見ることが重要と考え、各地域での環境と人間との関係も、歴史的な流れの中にあることを指摘、そうした流れの中で、各地の地域における地的統一 (unité terrestre) と名づけた力と、そこにみられる生活様式 (genre de vie) とを追求して地域研究を行う立場を表明した。こうした立場で世界各国の地誌の記述を試みる地誌書『Géographie universelle』（世界地理）の完成に取り組んだ。ヴィダル・ド・ラ・ブラーシュは、責任編集者として、フランスの地理学者たちと取り組んだが、ヴィダル・ド・ラ・ブラーシュの生前にはかなわず、1947年に完成した。このシリーズ本は学際的な取り組みで地誌研究はおろか、経済学や社会学方面からも評価されている貴重な書である。
また、地理学雑誌 『Annales de Géographie』を1891年に創刊。これは、現在でもフランスにおいて重要な学術雑誌として認知されている。
ヴィダル・ド・ラ・ブラーシュは、人文地理学の概念の確立にも務め、彼の人文地理学に対する考えを示した『人文地理学原理』 (Principes de géographie humaine) はよく知られている。これは、地理学のみならず、歴史学や経済学、社会学方面の人物からも読まれた名著である。
1918年にタマリ・スュール・メールにて急逝。73歳だった。

## 家族・親族
同じフランスの地理学者エマニュエル・ドゥ・マルトンヌは、娘婿にあたる。

## 著作
- 『人文地理学原理』 (Principes de géographie humaine, 1922)
没後にマルトンヌにより編纂された。日本語版は飯塚浩二訳、岩波文庫（上下、改版1970）NDLJP:12143633、NDLJP:12140980。